# Torneio de Roland Garros de 2006
O Torneio de Roland Garros de 2006 foi um torneio de tênis disputado nas quadras de saibro do Stade Roland Garros, em Paris, na França, entre 28 de maio e 11 de junho. Corresponde à 39ª edição da era aberta e à 105ª de todos os tempos.

## Finais

### Profissional
| Categoria | Evento    | Campeã(s)(o/ões)                  | Vice-campeã(s)(o/ões)           | Resultado           | Chave(s)  | Chave(s)       |
| --------- | --------- | --------------------------------- | ------------------------------- | ------------------- | --------- | -------------- |
| Simples   | Masculino | Rafael Nadal                      | Roger Federer                   | 1–6, 6–1, 6–4, 7–64 | principal | qualificatório |
| Simples   | Feminino  | Justine Henin                     | Svetlana Kuznetsova             | 6–4, 6–4            | principal | qualificatório |
| Duplas    | Masculino | Jonas Björkman Max Mirnyi         | Bob Bryan Mike Bryan            | 56–7, 6–4, 7–5      | principal | principal      |
| Duplas    | Feminino  | Lisa Raymond Samantha Stosur      | Daniela Hantuchová Ai Sugiyama  | 6–3, 6–2            | principal | principal      |
| Duplas    | Misto     | Katarina Srebotnik Nenad Zimonjić | Elena Likhovtseva Daniel Nestor | 6–3, 6–4            | principal | principal      |

### Juvenil
| Categoria | Evento    | Campeã(s)(o/ões)                        | Vice-campeã(s)(o/ões)                  | Resultado      | Chave(s)  | Chave(s)       |
| --------- | --------- | --------------------------------------- | -------------------------------------- | -------------- | --------- | -------------- |
| Simples   | Masculino | Martin Kližan                           | Philip Bester                          | 6–3, 6–1       | principal | qualificatório |
| Simples   | Feminino  | Agnieszka Radwańska                     | Anastasia Pavlyuchenkova               | 6–4, 6–1       | principal | qualificatório |
| Duplas    | Masculino | Emiliano Massa Kei Nishikori            | Artur Chernov Valery Rudnev            | 2–6, 6–1, 6–2  | principal | principal      |
| Duplas    | Feminino  | Sharon Fichman Anastasia Pavlyuchenkova | Agnieszka Radwanska Caroline Wozniacki | 46–7, 6–2, 6–1 | principal | principal      |